# Forza Babbo Natale
Forza Babbo Natale (Santa with Muscles) è un film del 1996 diretto da John Murlowski.

## Trama
Blake Thorn è un presuntuoso milionario che si è fatto da sé e vende integratori e attrezzature per bodybuilding con la sua foto sopra. Un giorno, mentre gioca sconsideratamente a paintball, viene preso di mira dalla polizia. Viene inseguito in un centro commerciale, dove si nasconde indossando un costume da Babbo Natale. Scivola giù da uno scivolo della spazzatura per sfuggire alla polizia e sbatte la testa, provocandosi un'amnesia. Scambiato da Lenny per il Babbo Natale del centro commerciale, Blake inizia a pensare di essere davvero Babbo Natale. Nel frattempo, lo "scienziato pazzo" Ebner Frost cerca di impossessarsi di un orfanotrofio per avere accesso ai cristalli magici sottostanti e invia i suoi scagnozzi a distruggerlo. Tuttavia, Blake dopo aver scoperto che essere Babbo Natale lo ha reso una persona migliore e che Frost vuole distruggere proprio lo stesso orfanotrofio in cui è cresciuto, riesce a salvare i bambini. Frost e i suoi scagnozzi vengono arrestati, ma l'orfanotrofio viene distrutto a causa del sovraccarico dei cristalli. Il complesso di Frost è ora il nuovo orfanotrofio fondato e gestito da Blake. Da allora si sono aggiunti molti altri orfani. Tutti osservano attraverso un telescopio Frost e il suo scagnozzo che fanno lavori pesanti nel cortile della prigione.

## Accoglienza
Il critico cinematografico Emanuel Levy diede al film un punteggio di 2 stelle su 5. Joe Leydon sulla rivista Variety descrisse Forza Babbo Natale "una commedia debole" e ritenne che nella prova attoriale di Hogan mancasse il carisma mostrato in suoi precedenti lavori come Cose dell'altro mondo. Leydon analizzò in particolare la regia, affermando: "Lavorando da una sceneggiatura irrimediabilmente blanda, John Murlowski dirige con tutto l'entusiasmo di qualcuno che sta cercando di saldare un debito." Chris Hicks, scrivendo su Deseret News, affermò che pellicole come Forza Babbo Natale facevano sembrare migliori persino film come Una promessa è una promessa, e disse che Hulk Hogan "fa sembrare Arnold Schwarzenegger una sorta di Laurence Olivier". MaryAnn Johanson di Flick Filosopher lo definì "una commedia profondamente orribile" e concluse scrivendo: "Credetemi, è ancora più stupida di quanto sembri".